# 黄润秋
黄润秋（1963年8月—），湖南长沙人，男，汉族，中华人民共和国政治人物。1986年2月参加工作，1994年11月加入九三学社，成都地质学院工程地质专业毕业，现任中华人民共和国生态环境部部长，是目前中华人民共和国唯一一位现任的非中共党籍国务院构成部门正职负责人（即部长）。

## 生平
曾任成都地质学院水文工程地质系讲师、成都理工大学院长助理、副校长等职。同时任九三学社中央委员、四川省委副主委、成都市委副主委等职。2007年5月出任九三学社中央委员、四川省委主委。2007年12月出任九三学社中央常委、四川省委主委。2008年，任四川省政协副主席。2014年，当选为四川省人大常委会副主任。2016年3月，任中华人民共和国环保部副部长，2018年3月任新组建的生态环境部副部长。2020年4月，任中华人民共和国生态环境部部长。他成为改革开放以来继原科技部部长万钢和原卫生部部长陈竺之后，第三位非中共党籍国务院组成部门正职负责人。
黄润秋是第九届、第十届、第十一届全国政协委员。2013年，当选第十二届全国人民代表大会四川地区代表。2016年2月辞去第十二届全国人大常委职务。2018年，当选第十三届全国政协委员、常委。2021年2月，为期两天的第五届联合国环境大会召开。中国生态环境部部长黄润秋在发言中表示，人与自然是生命的共同体，气候变化、生物多样性丧失、环境污染三重危机叠加，“加强保护自然行动，实现可持续发展目标”刻不容缓。

## 荣誉

### 外国勋章奖章
- 一等扎耶德二世勋章（阿联酋，2024年11月30日颁发[10]）